# Стогов, Эразм Иванович
Эразм Иванович Стогов (1797—1880) — российский военный, полковник, историк и бытописатель Сибири, мемуарист. Дед русской поэтессы Анны Андреевны Ахматовой.

## Биография
Из обедневшего дворянского рода. Родился в 1797 году старшим из 17 детей в семье отставного подпоручика Ивана Дмитриевича Стогова, который был бессменным ординарцем Александра Васильевича Суворова, который за молодость звал его — Мильга; а кончил службу у Григория Александровича Потемкина, был при его кончине. После отставки назначен был главой уездного сословного суда.
В 1810 году поступил в Петербургский морской кадетский корпус. Окончив его в 1817 году мичманом, два года провёл в Кронштадте, с 1819 года служил в Охотске. С 1830 года капитан-лейтенант. В 1831—1833 годах начальник иркутского адмиралтейства и презус иркутского военного суда.
В 1833 году по протекции Л. В. Дубельта вступил в Отдельный корпус жандармов, где сначала состоял по особым поручениям при Бенкендорфе. В 1834—1837 годах состоял жандармским штаб-офицером в Симбирске. С 1835 года подполковник. В 1837 году уволен из корпуса.
С 1838 года назначен был дежурным штаб-офицером при киевском военном генерал-губернаторе и генерал-губернаторе подольском и волынском Д. Г. Бибикове (в 1839—1842 одновременно управляющий его канцелярией). В это время был причислен к кавалерии. С 1848 года полковник.
С 1852 года в отставке, поселился в Снитовке. Прожил там почти безвыездно до смерти, содержал почтовую станцию.

## Творчество
Ещё во время службы в Сибири Стогов усердно занимался в местных архивах и в них добыл ряд сведений, которые впоследствии обработал в литературные очерки, носящие в большинстве случаев форму рассказов.
После своей отставки с 1878 года стал деятельным сотрудником журнала «Русская старина». В сибирских рассказах своих Стогов ярко очертил современную ему провинциальную жизнь и чиновничий быт. В «Русской старине», в 1886 году были напечатаны его посмертные записки.
Из его рассказов известны:
- «Сперанский и Трескин в Иркутске, 1819 г.», «Русская старина», 1878 г.;
- «Ссыльнокаторжные в Восточной Сибири», 1820—1830 гг. «РС»;
- «Бунт иркутского архиепископа Иринея» «РС», 1878 г.;
- «Петр Николаевич Семенов и Анна Петровна Бунина, — памятный день в Иркутске в 1832 году» «РС».,1879 г;
- «Жизнь и служба в Симбирске в 1834—1839 гг.»;
- «Бунт лашманов татар»
- «Император Николай I в Симбирске», «РС.», 1878 г.;
- «Волнения татар-поселян в Симбирской губернии» 1879 г.;
- «Роман Медокс», 1880 г.;
- «Записки Э. И. Стогова», 1886 г.(Опубликовны после смерти).

Умер в 1880 году у себя в имении Снитовка Подольской губернии.

## Родственная связь
Был женат на Анне Егоровне Мотовиловой, дочери Мотовилова Георгия (Егора) Николаевича (1817—ок. 1863);
Дети:
- Анна — была замужем за мировым судьей Виктором Модестовичем Вакаром, сыном генерал-майора Модеста Алексеевича Вакара;
- Инна — была замужем за Андреем Горенко, которому родила 6 детей, одна из дочерей — поэт Анна Ахматова[3];
- Иллиодор — учитель немецкого языка в Полтавском реальном училище;
- Ия (1836—?) — была замужем за ротмистром Александром Григорьевичем Змунчилла;
- Зоя
- Алла
- Анна